# 南島郵便局
南島郵便局
（なんとうゆうびんきょく）
- 三重県度会郡南伊勢町にある郵便局。本記事にて記述する。

（なんとうゆうびんきょく）
- 熊本県山鹿市にある郵便局。局番号は71291。

南島郵便局（なんとうゆうびんきょく）は三重県度会郡南伊勢町神前浦にある郵便局。民営化前の分類では集配特定郵便局であった（現在は集配機能を廃止）。

## 概要
住所：〒516-1422 三重県度会郡南伊勢町神前浦15-21

## 沿革
開局前の旧・南島町の集配業務は旧・鵜倉村の慥柄郵便局で行われていたが、1888年の開局により旧・吉津村（後の吉津町）及び旧・島津村の集配業務を取り扱うこととなる。1936年の島津郵便局の集配業務開始に伴い、本局の管轄区域は旧・吉津町のみとなった。その後、2015年に慥柄郵便局・島津郵便局で行われていた集配業務が当局に移管され、南伊勢町の旧・南島町地区の集配業務を取り扱うこととなる。2017年に当局で行われていた集配業務が慥柄郵便局に移管され、無集配局となった。
- 1888年（明治21年）10月1日 - 神前郵便局（三等）として開局[2]。
- 1896年（明治29年）5月1日 - 為替・貯金取扱を開始[3]。
- 1896年（明治29年）11月16日 - 小包郵便取扱を開始[4]。
- 1908年（明治41年）3月21日 - 電信事務を開始[5]。
- 1913年（大正2年）1月11日 - 吉津郵便局に改称[6]。
- 1931年（昭和6年）6月1日 - 電話通話事務を開始[7]。
- 19xx年（昭和xx年）xx月xx日 - 電話交換業務を開始。
- 1936年（昭和11年）11月1日 - 島津村の集配業務を島津郵便局へ移管[1]。
- 1956年（昭和31年）3月1日 - 南島郵便局に改称[8]。
- 1969年（昭和44年）8月31日 - 局舎新築完成[9]。
- 1972年（昭和47年）7月5日 - 電話交換および和文電報配達業務を南島電報電話局に移管[10]。
- 1984年（昭和59年）12月18日 - 風景入通信日付印の使用を開始[11]。
- 2007年（平成19年）10月1日 - 民営化に伴い、併設された郵便事業伊勢支店南島集配センターに一部業務を移管。
- 2012年（平成24年）10月1日 - 日本郵便株式会社発足に伴い、郵便事業伊勢支店南島集配センターを南島郵便局に統合。
- 2015年（平成27年）2月2日 - 慥柄郵便局、島津郵便局からそれぞれ「516-13xx」「516-15xx」区域の集配業務を移管。
- 2017年（平成29年）1月30日 - 当局の集配業務を慥柄郵便局に移管し、無集配局となる。

## 取扱内容
- 郵便、印紙、ゆうパック、内容証明
- 貯金、為替、振替、振込、国際送金、国債
- 生命保険、バイク自賠責保険
- ATM